# 李元吉
李元吉（603年—626年7月2日），又名劼，小字三胡，中国唐朝唐高祖的第四子，也是嫡四子。死于玄武门之变。

## 早年
李元吉为窦夫人所生，《新唐书》称其出生时，母亲窦夫人“恶其貌，不举，侍媪陈善意私乳之。”大业十二年（616年），李渊被任为太原留守，只将次子李世民带往太原，长子李建成、李元吉、五子李智云等都留在河东。次年，李世民说服李渊反隋，李渊派密使去河东召诸子，李建成和李元吉潜回太原，十四岁的李智云却被留下，后被隋朝杀害。

## 参与建唐
太原起兵时，李渊以李建成、李世民为大将，封李元吉为姑臧郡公。李渊出兵伐西時，让李元吉留守太原，後來封他为齐国公，管理十五郡的軍事。李渊建唐后，封李元吉为鎮北將軍、太原道行軍元帥，封齊王，为并州总管。武德二年，刘武周攻并州，于是高祖派右卫将军宇文歆助李元吉守之。李元吉凶猛好兵，在边地久了，愈发骄侈。乳母陈善意因劝阻他而死。李元吉好畋猎，称“我宁三日不食，不能一日不猎”，纵左右抢夺百姓。辅佐他的宇文歆劝谏无效便向皇帝李渊上表称李元吉游猎扰民，甚至当街射箭，以看人躲箭为乐，百姓怨恨。李元吉因而被免，又说服元老在宫门前请命，不久即复职。刘武周率五千骑至黄蛇岭，李元吉派车骑将军张达率五百步兵迎战，张达称军队少，李元吉坚持派他出战，全军覆没。张达怀恨，引刘武周攻陷榆次，进逼并州。李元吉起初击退刘武周进攻，但后来太常卿李仲文、尚书右仆射晋州道行军总管裴寂等援军都被刘武周所败后，晋州以北城镇都被刘武周所得，李元吉害怕，以率强兵出战为由骗司马刘德威率老弱守城，趁夜率妻妾弃军奔回京城，并州失陷。刘德威也弃太原，转移到马邑。李渊因李元吉年少没有苛责，不久加授侍中、襄州道行台尚书令、稷州刺史。武德三年，李世民收复并州。
武德四年，李世民征郑国王世充，夏王窦建德来救王世充，李世民进军虎牢关迎战之，留李元吉和屈突通围王世充于洛阳。王世充出兵，李元吉设伏击破之，斩首八百级，生擒其大将乐仁昉及甲士千余人。李世民败俘窦建德，王世充害怕而投降，李世民和李元吉都因功受赏，李元吉加司空，加赐衮冕之服、前后部鼓吹乐二部、班剑二十人、黄金二千斤。唐高祖严格禁止铸钱，但允许李世民和李元吉各用三个炉子铸钱、裴寂用一个炉子铸钱。同年窦建德部将刘黑闼反唐并夺取窦建德故地，李世民和李元吉前去平定，李世民于次年春击败刘黑闼，迫使其逃往东突厥。兄弟俩又攻打叛首鲁王徐圆朗，李世民回长安，留李元吉对徐圆朗作战。但刘黑闼从突厥返回复夺窦建德故地，李元吉不能制止。

## 与尉迟融比武
李元吉善於使用马槊，听闻尉迟融擅长避槊，轻视之，想亲自试探尉迟融的本事，约定去掉槊刃，用竿互相刺。尉迟融却说即使有刃的槊也不能伤到自己，只去掉自己的槊刃，李元吉却始终不能用有刃的槊刺中尉迟融。李世民又命尉迟融夺取李元吉手中的槊，李元吉骑着马拿槊要刺尉迟融，但不一会儿就被尉迟融三次夺槊。李元吉素来骁勇，惊叹于尉迟融的本事，也引以为耻。

## 参与争储
太子李建成和李世民的矛盾激化，李元吉认为李建成必能为帝，支持他，李建成也许诺以后以他为皇太弟。李建成和李元吉与唐高祖的宠妃尹德妃、张婕妤交好，她们在高祖面前支持李建成，劝他不要改立李世民为太子。
武德五年（622年），李建成在王和魏征建议下，请缨率军讨伐刘黑闼。高祖派他和李元吉前去。十一月，李元吉遣兵在魏州击破刘黑闼的弟弟刘十善。十二月，刘黑闼攻魏州受阻，李建成、李元吉率大军到昌乐，刘黑闼引兵拒战，但没有交战。李建成、李元吉领大军在馆陶击溃刘黑闼。刘黑闼北逃突厥，却被部将诸葛德威伏击擒获交给李建成，李建成杀刘黑闼。唐朝至此几乎一统中国。李元吉加授隰州总管。
李元吉与李建成各自招募壮士，多藏匿罪人，不但和妃嫔勾结，还厚赂中书令封德彝以为党助。唐高祖渐渐疏远李世民而爱李元吉。李世民曾随高祖幸齐王府，李元吉伏护军宇文宝于寝内，将刺杀李世民。李建成阻止李元吉，元吉怒道：“我是为兄长打算罢了，对我有何益處！”齐王典签裴宣俨免官，去秦王府做官，李元吉怀疑他泄密，鸩杀之。
武德七年，李世民讓李建成因杨文干事件的謀反罪被唐高祖囚禁，高祖派李世民平定杨文干，许诺以李世民为太子，改封李建成为蜀王。但李世民出征后，高祖妃嫔、李元吉、宰相封德彝等都为李建成说话，高祖改变主意释放了李建成，仍以他为太子。同年，因突厥屡屡入侵，唐高祖想烧毁长安城，迁都樊城，李建成、李元吉、裴寂都同意，李世民却反对，迁都未能实行。
唐高祖在城南打猎，李建成、李世民、李元吉都相从，高祖命三子驰射角胜。李建成将肥壮却喜欢蹶倒的胡马给李世民，李世民乘之，马屡蹶倒，李世民却总能及时跳到数步外，便对宇文士及说：“他想这么杀我，但死生有命，怎么能伤到我？”有官員上疏夜觀天象指李世民有天命为天下主。高祖大怒，先召李建成、李元吉，再召李世民指责，但正逢突厥入寇，高祖又改变态度与李世民商议对抗突厥，诏命李世民、李元吉率军出幽州御敌，并于兰池饯行。
八月，突厥可汗率万余骑到豳州城西，列阵于五陇阪，唐军震恐。李世民对李元吉表示不能顯示怯戰，应该与之一战，并问李元吉是否愿意同行。李元吉畏敌不肯战，于是李世民让李元吉留下，顾自出阵，最终和平说退突厥。
后来李世民在李建成的太子东宫飲酒時，中毒吐血，世民和唐高祖都认为这是一起谋杀，高祖想派李世民去守卫洛阳，避免兄弟进一步冲突，但李建成和李元吉交换意见后认为这会使李世民在洛阳建立自己的势力，提出反对，高祖也就没有这么做。
九年（626年），转左卫大将军，不久进位司徒、兼侍中，并州大都督、隰州都督、稷州刺史等职如故。

## 身亡
护军薛宝曾上符箓讖字於元吉，“元吉合成唐字”，李元吉大喜，认为自己代表「唐朝」，只要除掉秦王李世民，取东宫易如反掌。
当年，高祖要去太和宫避暑，李世民、李元吉当相从，李元吉对李建成说：“等到了宫所，应当兴精兵袭取之，置于土窟中，只开一孔以通饮食。”正逢东突厥郁射设屯军河南，入围乌城，在李建成建议下，唐高祖打消了派李世民出征的念头，改派李元吉，要李世民部将秦琼、尉迟融、程知节、段志玄等都随征。原为李世民控制的军队大多被授权给李元吉统领。在魏征鼓励下，李建成又说服高祖罢免李世民手下的房玄龄、杜如晦。高祖知其谋却不制止。李元吉又密请加害李世民，说：“秦王常违诏敕，平东都的时候就观望不急还京，分散钱帛以树私惠，违戾如此，岂非反逆？只需要速杀，何患无辞！”高祖不答，李元吉遂退。李建成对李元吉说：“如今已得秦王精兵，统数万之众，我与秦王至昆明池，宴别的时候令壮士拉之于幕下，说是暴卒，主上不会不信。我当使人进言让我执掌国务。正位以后，以你为太弟。敬德（尉迟融）等已入你手，一时坑之，谁敢不服？”率更丞王晊闻其谋，密告李世民。李世民召府僚以告，府僚都说：“大王若不正断，社稷非唐所有。若使建成、元吉肆其毒心，群小得志，元吉狼戾，终亦不事其兄。”李世民因而派尉迟融密召房玄龄、杜如晦回府，一夜，向唐高祖弹劾李建成、李元吉與庶母尹德妃、张婕妤通姦偷情，淫乱后宫。高祖下令次早召见李建成、李元吉，计划召集宰相裴寂、萧瑀、陈叔达来核实李世民弹劾的内容。次早，李世民在長安城宮城玄武門發動玄武门之变，李元吉與李建成途径临湖殿時，发现异常，急忙調頭回走，此時伏兵殺出。李元吉三次对李世民射箭，都未能拉满弓，李世民却一箭射杀李建成。尉迟融率七十骑赶到，李世民左右将李元吉射落马下。这时李世民马受惊，驰入林中，李世民坠马不起，李元吉赶到，夺其弓，欲用弓弦勒杀之，尉迟融骑马赶到呵斥他，李元吉丢下李世民，欲逃到武德殿中寻求父皇庇护，却被尉迟融追上射死。李世民军入宫，迫使李渊以李世民主军国事。李建成、李元吉的手下闻讯攻打玄武门，李世民手下将二人首级割下示众，其众便溃散。事后，李元吉的五个儿子都被处死，父子皆从宗室中除名。李元吉遗孀王妃杨氏還为李世民生下一子李明，后来封为曹王。

## 身後
李世民后被李渊立为皇太子，即位后，追封元吉为海陵郡王，谥“剌”，以礼改葬。贞观十六年（642年），又追封巢王。唐高宗时，以曹王李明嗣其后。

## 家庭

### 妻妾
- 王妃杨氏（？－647年），元吉死後受唐太宗寵愛，其後生子李明
- 某姬，生归仁县主，墓志提及归仁县主在貞觀二十一年（647年）“丁某忧”，可能是指生母逝世

### 子女
- 长子 李承业（梁郡王）
- 次子 李承鸾（渔阳王）
- 三子 李承奖（普安王）
- 四子 李承裕（江夏王）
- 五子 李承度（义阳王）
- 某女 和静县主 嫁薛元超
- 某女 寿春县主 嫁杨师道子杨豫之
- 某女 文安县主（623年－648年） 嫁段俨[1]
- 六女 新野县主李令，字淑绚，武德七年（624年）生，637年受封，次年嫁裴重晖，662年卒
- 某女 归仁县主（625年－668年9月17日），644年嫁天水姜氏长道县公姜謩第二子

## 延伸阅读
[在维基数据编辑]
 《舊唐書·卷64》，出自刘昫《舊唐書》
 《新唐書·卷079》，出自《新唐書》

- 《旧唐书》卷六十四
- 《新唐书》卷七十九
- 《资治通鉴》卷一百八十三至卷一百八十五、卷一百八十七至卷一百九十二

| 前任： 首任 隋朝：杨雄 | 唐朝司空 621年—626年 | 繼任： 裴寂     |
| 前任： 李世民          | 唐朝司徒 626年       | 繼任： 长孙无忌 |